# Bandita de Magallanes
La Bandita de Magallanes es una agrupación musical conformada en 1961, un año antes del mundial de fútbol de 1962 realizado en Chile. En sus inicios fue integrada por músicos profesionales dedicados a tocar melodías festivas en el estadio. La principal característica de esta agrupación es su vínculo con el Club Deportivo Magallanes, institución con la que ha cumplido un rol social e identitario, cuyo legado ha trascendido por generaciones.

## Orígenes
La Bandita de Magallanes fue creada en 1961 por Nissim Sadía, hincha del Club Deportivo Magallanes y un amante de la música. Fue Sadía quien contactó a músicos profesionales para liderar la agrupación en apoyo a su equipo.

## Características
Hasta 2022, la agrupación se componía por 20 integrantes, en su mayoría ex uniformados y jubilados de las Fuerzas Armadas. Además del himno oficial del club, la Bandita de Magallanes suele interpretar la canción "El Manojito de Claveles", pieza musical que identifica a los hinchas.

## Reconocimientos
En el año 2012, la agrupación obtuvo el Reconocimiento Tesoro Humano Vivo, clasificación realizada por el Sistema de Información para la Gestión del Patrimonio Cultural Inmaterial (SIGPA). Este reconocimiento alude a la agrupación como "una banda de música tradicional, ejemplo de una manifestación de la cultura popular contemporánea, que aporta identidad y belleza al escenario del fútbol nacional, contribuyendo a través de la música a disfrutar y celebrar de forma solidaria y colectiva de esta actividad deportiva".
El nombramiento como Tesoro Humano Vivo de la Bandita de Magallanes fue decidido por un comité de expertos de diversas disciplinas, entre ellos el sociólogo Bernardo Guerrero y la historiadora Olaya Sanfuentes.